# Aralia spinosa
Espèce
Statut de conservation UICN

 LC  : Préoccupation mineure
Aralia spinosa, l'angélique épineuse, est une espèce de la famille des Araliaceae originaire des États-Unis.

## Répartition
Ce taxon se rencontre aux  États-Unis.

## Systématique
Le nom correct complet (avec auteur) de ce taxon est Aralia spinosa L..
Ce taxon porte en français les noms vernaculaires ou normalisés suivants : Angélique épineuse,, aralie épineuse,, angélique en arbre, bâton du diable,, angélique en arbre d'Amérique, gourdin d'Hercule.
Aralia spinosa a pour synonymes :
- Aralia georgica Miq.
- Aralia leroana K.Koch
- Aralia spinosa f. subinermis Moldenke
- Aralia spinosa var. glabra Nutt.
- Aralia spinosa var. glabra Nutt. ex Miq.
- Aralia spinosa var. inermis Pursh
- Aralia spinosa var. subinermis K.Koch
- Chaerophyllum arborescens L.
- Myrrhis arborescens Spreng.